# Tossal de la Cala
El Tossal de la Cala es un cerro situado en el extremo sudoeste de la ciudad española de Benidorm, entre la playa de Poniente y la playa de Finestrat.

## Historia
En la parte alta del cerro (cotas 80 a 103 m) se han encontrado restos arqueológicos de distintas épocas. Según José Belda Domínguez, que fue el primero que lo excavó en 1944, los más antiguos, situados en el fondo, pertenecían al bronce y al ibérico antiguo del siglo IV a. C. Había encima un nivel más potente con materiales de los siglos II y I a. C..
Hacia 1960, siendo alcalde Pedro Zaragoza Orts, se construyó una carretera de acceso y un mirador en la cumbre que arrasaron parte del yacimiento. En 1965 Miquel Tarradell y Alejandro Ramos Folqués excavaron lo que quedó libre, una zona de unos 250 m², y establecieron una cronología de los siglos II y I a. C. 
En 1984 Francisco García Hernández realizó otra excavación de urgencia porque se iba construir la urbanización Montbenidorm en la ladera norte del Tossal. Estableció que el poblado finalizaba en la cota de 80 m. Encontró un único nivel arqueológico sobre cuya cronología primero publicó en su tesis de licenciatura que correspondía a los siglos III, II y I a. C. Pero en un informe posterior estableció que era de los siglos II y I a. C.
A los destrozos causados por la carretera y el mirador se sumaron los de la construcción de una piscina en la cumbre y las aplanaciones en una cota inferior para un restaurante que nunca se construyó. Además desde la década de 1940, se registró la actividad de excavadores clandestinos que expoliaron gran cantidad de materiales y destrozaron el yacimiento.
Con los informes de estas excavaciones Enrique Llobregat confirmó en su ya clásica obra "Contestania ibérica" que estábamos ante un poblado del ibérico tardío que fue abandonado o destruido en la primera mitad del siglo I a. C. La total ausencia de cerámica terra sigillata hacía que todos los investigadores fuesen unánimes en esa fecha final.

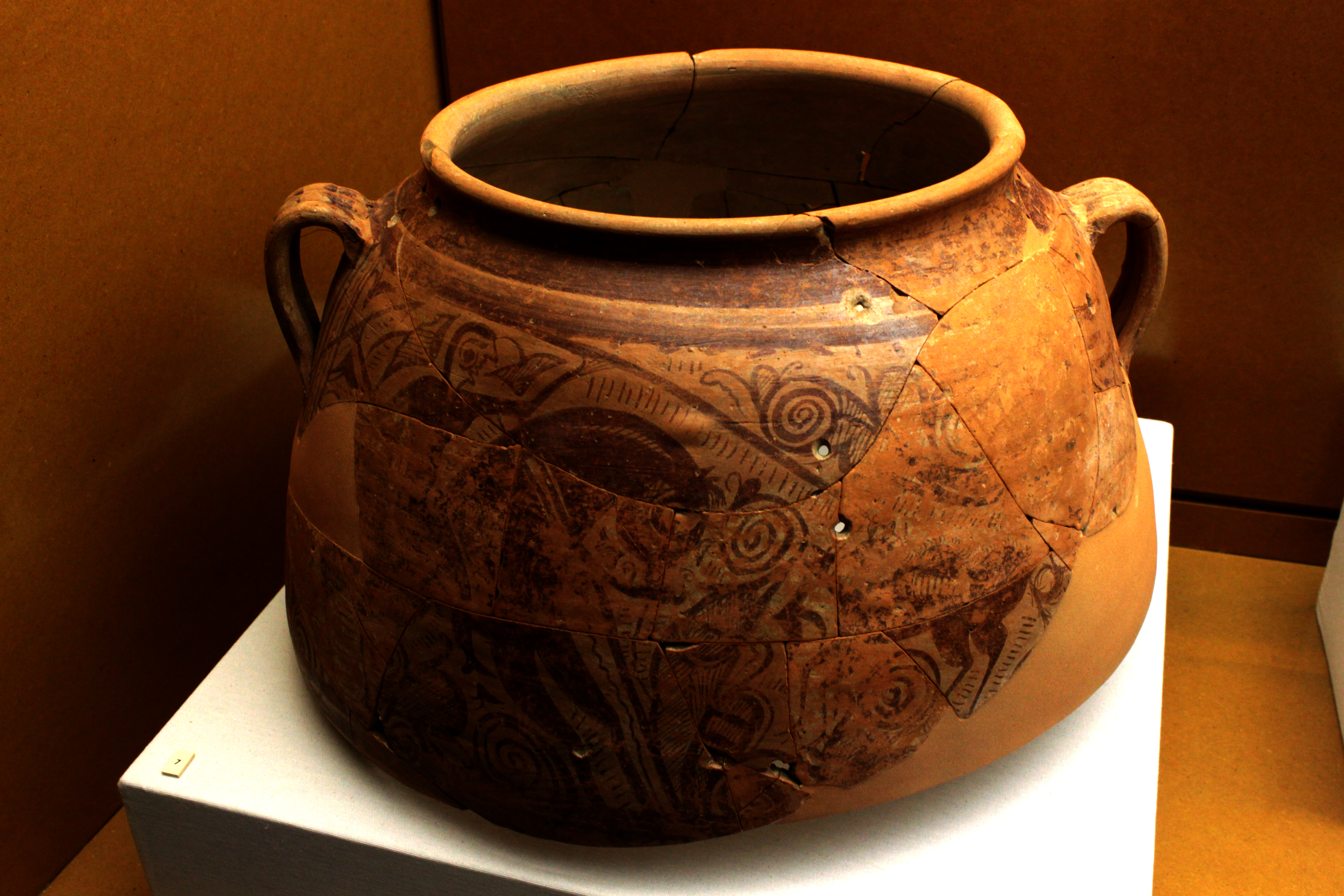
Tinaja ibérica del los siglos II-I a. C., hallada en el Tossal de la Cala y conservada en el Museo de Prehistoria de Valencia.

Pero habían surgido varios problemas al interpretar los hallazgos. Por ejemplo la presencia de cerámica griega del siglo IV a. C. y cartaginesa del III a. C. no cuadraban bien con un poblado del siglo II a. C. También la existencia de lucernas, objetos de vidrio y vajilla metálica y otros objetos de metal (por ejemplo una gran sierra) típicos de los asentamientos romanos pero rarísimos en los iberos. También era complicado relacionar el poblado de la cumbre con otros cuatro yacimientos arqueológicos localizados en las inmediaciones del Tossal, cuya cronología va del siglo IV al I a. C. En un cerro troncocónico situado a los pies del Tossal José Belda encontró fragmentos de pebeteros o timiaterios que atribuyó a la diosa Tanit y que hoy se interpretan como la diosa Deméter. También aparecieron restos de escultura monumental en piedra: fragmentos de un toro y un león. Belda interpretó este yacimiento como santuario pero otros autores, como por ejemplo Lorenzo Abad, lo interpretaron como posible necrópolis. Lo que sí parece claro es que estos yacimientos del Tossal y su entorno se enmarcan dentro de la actividad de la zona de la playa de Finestrat, que en esos siglos fue un punto de intercambio comercial y un desembarcadero (el mar penetraba unos 200 metros más que en la actualidad) usado en esa época y en las posteriores con fines comerciales y pesqueros.
En estos yacimientos se han encontrado restos de cerámica, hierro, huesos y vidrio. Están repartidos entre el MARQ, el ayuntamiento de Benidorm, el Servicio de Investigación Prehistórica de Valencia y coleccionistas privados. Entre las piezas de origen íbero destaca la representación de la diosa Tanit expuesta en el Museo Arqueológico Provincial de Alicante. Entre los materiales de origen romano hay lanzas (pilum), fragmentos de vajilla militar, piezas de hueso para la escritura (stylus) y elementos de cerámica culinaria.
Estudios posteriores revelaron que el cerro fue un asentamiento romano ocupado por los ejércitos de Quinto Sertorio durante las llamadas Guerras Sertorianas. El Tossal de la Cala formaba parte de una cadena romana de enclaves militares costeros ubicados en las dos comarcas de la Marina (Marina Alta y Marina Baja), como también era el caso de los que se han localizado en Altea, Calpe, Moraira y las sierras de Segaria y Montgó. Situados sobre acantilados y calas de difícil acceso, cumplían un papel fundamental fiscalizando el trasiego de navíos amigos o enemigos en las hostilidades navales de la guerra. De hecho, la base principal de Sertorio en la costa se encontraba en Dianium -la actual Denia, donde acudían desde la lejana Cilicia sus aliados piratas- mientras que el puerto de las tropas de Cneo Pompeyo Magno enviadas por Sila y el Senado se hallaba en Cartagena. Durante aquel conflicto, romanos e íberos convivieron y colaboraron. Sala añadió que el contingente militar del yacimiento del Tossal de la Cala de Benidorm recibía el avituallamiento de los poblados indígenas ubicados en el interior y pertenecientes a tribus como los contestanos, en los que Sertorio siempre buscó apoyo para poder dar respuesta bélica a sus poderosos enemigos enviados por Roma.
En julio de 2013, la profesora Feliciana Sala Sellés dirigió una nueva excavación, la cuarta, sobre los restos que habían sobrevivido a la urbanización del Tossal. Se confirmó que no estamos en un pequeño poblado ibérico sino en una fortificación romana. Se descubrió la muralla que había citado José Belda y que los estudiosos posteriores identificaron como calle. Lo que hasta entonces se interpretaba como muros de las casas del poblado se encastraban en la muralla por lo que no podían ser viviendas. Es más lógico suponer que eran los alojamientos de los contubernia de los soldados sertorianos. 
Respecto a los materiales ibéricos y cartagineses de los siglos IV y III a. C., F. Amillo los interpreta como resultado de unos observatorios marítimos y/o fortificaciones de esos siglos que fueron arrasados por los sertorianos cuando construyeron su castellum. Por eso J. Belda, el único que pudo estudiar el yacimiento en su integridad, hablaba de "resíduos que yacen en lo más profundo de aquel suelo".
Gran parte del yacimiento ha sido destruido por la presión urbanística de la zona. En la porción alta del cerro, junto al camino de acceso al mirador, quedan visibles unos restos de habitación. El cerro alargado a sus pies. que Belda interpretó como factoría púnica, y el cerro troncónico que se ha interpretado como santuario o necrópolis, también han sufrido daños enormes.